# Neastacilla polita
Neastacilla polita là một loài chân đều trong họ Arcturidae. Loài này được Gurjanova miêu tả khoa học năm 1936.